# Patric U. B. Vogel
Patric U. B. Vogel ist ein Sachbuchautor, Trainer und Berater im pharmazeutischen Bereich.
Vogel ist Biologe und führte als Fachexperte u. a. die statistische Qualitätskontrolle in einem global tätigen Pharmaunternehmen ein. Ferner war er mehr als 10 Jahre für statistische Datenanalysen, inklusive Qualitätskontrolle und Prozessdaten zuständig. Er arbeitete mit verschiedenen Biopharmazeutika, unter anderem z. B. mit  Lebendimpfstoffen und DNA-Impfstoffen, und gab auch Coronavirus-Impfstoffe gegen Tierseuchen frei.
Seit 2019 ist er als Autor, Trainer und Berater im pharmazeutischen Bereich tätig.

## Publikationen (Auswahl)
- COVID-19: Suche nach einem Impfstoff. Springer Spektrum, 2020, ISBN 978-3-658-31340-1.
- Qualitätskontrolle von Impfstoffen. Springer Spektrum, 2020, ISBN 978-3-658-31864-2.
- Validierung bioanalytischer Methoden. Springer Spektrum, 2020, ISBN 978-3-658-31951-9.
- Trending in der pharmazeutischen Industrie. Springer Spektrum, 2020, ISBN  978-3-658-32206-9.
- Laborstatistik für technische Assistenten und Studierende. Springer Spektru, 2021, ISBN 978-3-658-33206-8.